# Невус Беккера

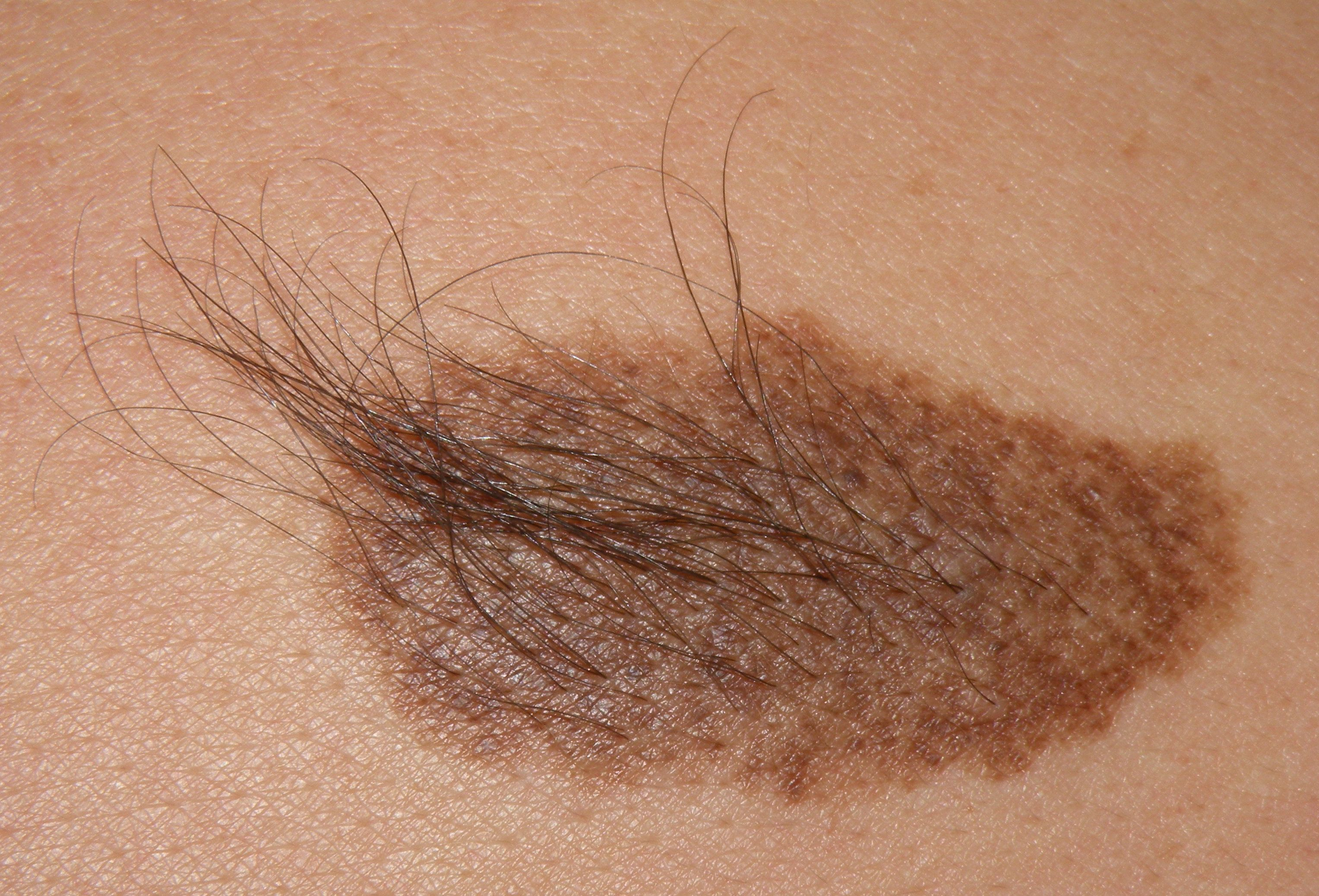

Невус Беккера, меланоз Беккера, пигментированный волосатый эпидермальный невус — один из гипертрихозов (дерматозов), доброкачественное новообразование кожи, появляющееся обычно на втором или третьем десятилетии жизни. У мужчин оно встречается в пять-шесть раз чаще, чем у женщин. По мере полового созревания образование склонно покрываться более толстыми, жесткими и темными волосами, чем остальное тело, поэтому может доставлять косметические неудобства. Участки кожи, поражённые невусом Беккера, с возрастом склонны темнеть, а изначально разрозненные островки могут сливаться в общий конгломерат.

## История
В 1949 году американский дерматолог Сэмюэль Беккер (англ. Samuel William Becker) первым из врачей описал встречающуюся у подростков очаговую пятнистую пигментацию на груди, в области лопатки или плеча с гиперкератозом.

## Эпидемиология и этиология
Невус Беккера возникает как разрастание клеток эпидермиса (верхних слоев кожи), пигментных клеток (меланоцитов) и волосяных фолликулов. Он развивается в детстве или подростковом возрасте, обычно располагается на плечах и туловище, редко — на ногах.
Этиология этого заболевания неизвестна, существует только предположения о его патологической сути.
Невус Беккера в 50 % случаев начинается до 10 лет, в 25 % случаев — в 10—15 лет, в 15 % — в возрасте 15 лет.
Во время полового созревания образование склонно покрываться обильными прыщами (акне), реже экземой. Со временем оно склонно покрываться более толстыми, жесткими и темными волосами в сравнении с обычными (растущими на остальном теле).
Невус Беккера не передаётся ни контактно, ни по наследству, обычно встречается у единственного члена семьи. Однако есть вероятность, что невус Беккера может входить в состав некоторых генетических синдромов.
Иногда невус Беккера выходит за пределы кожи и поражает нижележащие ткани, вызывая их атрофию. Проводить обследование имеет смысл только при развитии гипоплазии тканей под невусом. Такое состояние называется синдромом невуса Беккера (англ. Becker nevus syndrome).
Невус Беккера встречается у 0,52 % мужчин в возрастной группе 17–26 лет. У женщин он встречается приблизительно в 5 раз реже.

## Диагностика
Диагноз «невус Беккера» ставится клинически на основании осмотра. Подтверждающих диагноз анализов не существует.
В сомнительных случаях, в частности, при гипоплазии нижележащих тканей, выполняется биопсия кожи, чтобы исключить злокачественность новообразования.

## Лечение
Лечения невуса Беккера не существует. Пересадка кожи затруднена большой площадью невуса. Соотношение пользы и риска пересадки не очевидно даже при выраженном косметическом дискомфорте пациента, и такая пересадка обычно не проводится.
Возможна косметическая коррекция, она может быть направлена на удаление необычных волос лазером или электрическим током для уменьшения контраста со здоровыми участками кожи.
Изменение пигментации кожи лазером не имеет клинического эффекта.